# Residencia de Juan Hernández Ceballos
La Residencia de Juan Hernández Ceballos, ubicada en Jardín Guerrero del centro histórico de la ciudad de San Luis Potosí, San Luis Potosí, México, es la sede de la Secretaría de Cultura del Estado de San Luis Potosí. El edificio es catalogado como monumento histórico por el Instituto Nacional de Antropología e Historia (INAH) para su preservación.

## Acerca del edificio
Juan Hernández Ceballos mandó a construir un nuevo edificio en los terrenos donde antes se ubicaban tres casas. Su antigua casa es un edificio fabricado con cantera rosa y ladrillo. Tiene dos niveles y una terraza. Frente al Jardín Guerrero hay una puerta en el centro del edificio. A cada lado de esta puerta hay cuatro ventanas con marcos de cantería con frontón con un guardapolvo de cantera en el centro. Los dos niveles están delimitados por una cornisa. La parte central de la planta alta cuenta con una terraza con pretil de balaustres. En las partes laterales hay balcones soportadas por ménsulas y tienen bardas de hierro. Las puertas o ventanas cuentan con pilastras, cornisas y marcos de cantera, en su parte superior hay pretiles. En la planta baja por la calle Universidad en la tiene una puerta y cinco ventanas. En la planta alta de dicha fachada hay seis balcones. Generalmente la arquitectura es similar por todo el edificio. El inmueble fue diseñado por los arquitectos Mónica Gámez y Florentino Rico. En julio de 1926, fue instalado en el edificio el Círculo Social Mutualista. En 1973 el gobierno del estado encabezado por Antonio Rocha Cordero adquirió el edificio. Al principio se instaló el Museo de las Artesanías y luego fue cedido para albergar la Secretaría de Cultura del Estado de San Luis Potosí.

## Leyenda
Antes de que se construyera la Residencia de Juan Hernández Ceballos, en una de las casas que antes existían en este sitio, vivía Doña Mirta. Era esposa de Don Gaspar Suarez de Barbosa quien tras fallecer´´ dejó a la viuda con solo el hijo que esperaban, pero su condición era frágil. Tanto ella como su cuñada se esforzaron en mantener al bebé saludable pero falleció también. Las dos mujeres trataban de encontrar una bruja que pueda preservar el cuerpo de su bebé. Lograron su objetivo y entonces deciden enterrar un muñeco bien vestido en lugar del bebe difunto. Nadie se dio cuenta y Doña Mirta conservó al bebe con ella y lo cuidaba como si aún viviera. El Fray Luis Atanasio, encargado de la naciente Iglesia de San Francisco, comenzó a escuchar canciones de cuna. El fraile estaba confundido porque como los demás habitantes sabía que Doña Mirta no tenía un hijo. El fraile empezó a frecuentar la casa de Doña Mirta y terminó por descubrir su secreto. Le dijo que tenía que darle santa sepultura a su bebé y Doña Mirta aceptó con la condición de que se enterrara en un sitio cercano que pudiera visitar a diario. El fraile enterró al bebé en la Capilla de Nuestra Señora de los Dolores, hoy Edificio Presidente Juárez. Doña Mirta donó una urna con la imagen del Santo Entierro en memoria de su bebé.